# Calyptranthera pubipetala
Calyptranthera pubipetala är en oleanderväxtart som beskrevs av Klackenberg. Calyptranthera pubipetala ingår i släktet Calyptranthera och familjen oleanderväxter. Inga underarter finns listade i Catalogue of Life.